# Bachoco el Alto
Bachoco el Alto är en ort i Mexiko.   Den ligger i kommunen Etchojoa och delstaten Sonora, i den västra delen av landet, 1 400 km nordväst om huvudstaden Mexico City. Bachoco el Alto ligger 30 meter över havet och antalet invånare är 137.
Terrängen runt Bachoco el Alto är platt. Runt Bachoco el Alto är det ganska glesbefolkat, med 34 invånare per kvadratkilometer. Närmaste större samhälle är Navojoa, 18,5 km öster om Bachoco el Alto. Trakten runt Bachoco el Alto består till största delen av jordbruksmark.